# Nowy Folwark (powiat iławski)
Nowy Folwark – osada w Polsce położona w województwie warmińsko-mazurskim, w powiecie iławskim, w gminie Kisielice.
W latach 1975–1998 miejscowość położona była w województwie elbląskim.
Zobacz też: Nowy Folwark